# 金子成彦
金子 成彦（かねこ しげひこ、1954年 - ）は、日本の機械工学者。東京大学名誉教授。第90期日本機械学会会長。

## 人物・経歴
1976年東京大学工学部機械工学科卒業。1978年東京大学大学院工学系研究科機械工学専攻修士課程修了。1981年東京大学大学院工学系研究科機械工学専攻博士課程修了、東京大学舶用機械工学科講師。1982年東京大学助教授。1985年マギル大学機械工学科客員助教授。1989年東京大学総合試験所助教授。1992年東京大学大学院工学系研究科機械工学専攻助教授。2000年日本機械学会機械力学・計測制御部門長。2003年東大大学院工学系研究科機械工学専攻教授。2012年日本機械学会会長。2019年早稲田大学教授、東大名誉教授。